# Пещеры Блуфиш
Пещеры Блуфиш (англ. Bluefish Caves) — археологический памятник на территории Юкон в Канаде. Здесь в 1978 году Жак Сенк-Мар (Jacques Cinq-Mars) обнаружил обломок кости мамонта, предположительно наконечник стрелы. Датировка кости радиоуглеродным методом установила её возраст в 28 тыс. лет, что находится в противоречии с принятыми академической наукой теориями заселения Америки около 15 — 12 тыс. лет назад.
Другая команда исследователей обнаружила обломки кости мамонта (предположительно обработанные человеком), которые датируются уже возрастом 40 тыс. лет назад.
Несмотря на то, что научное сообщество начинает признавать наличие археологических памятников, предшествовавших культуре Кловис — таких, как Монте-Верде в Чили (около 14,5 тыс. лет назад), датировка изделий из Пещер Блуфиш не была принята широким научным сообществом; вопросом является даже тот факт, являются ли они артефактами (то есть, обработанной вещью) или просто обломками кости.
Новые радиоуглеродные даты, полученные при изучении образцов костей, выявленных в ходе комплексного тафономического анализа фауны пещер Блуфиш, дали калиброванную дату 24 тыс. лет до настоящего времени (19650 ± 130 BP).